# Protestos pela morte de Nahel Merzouk

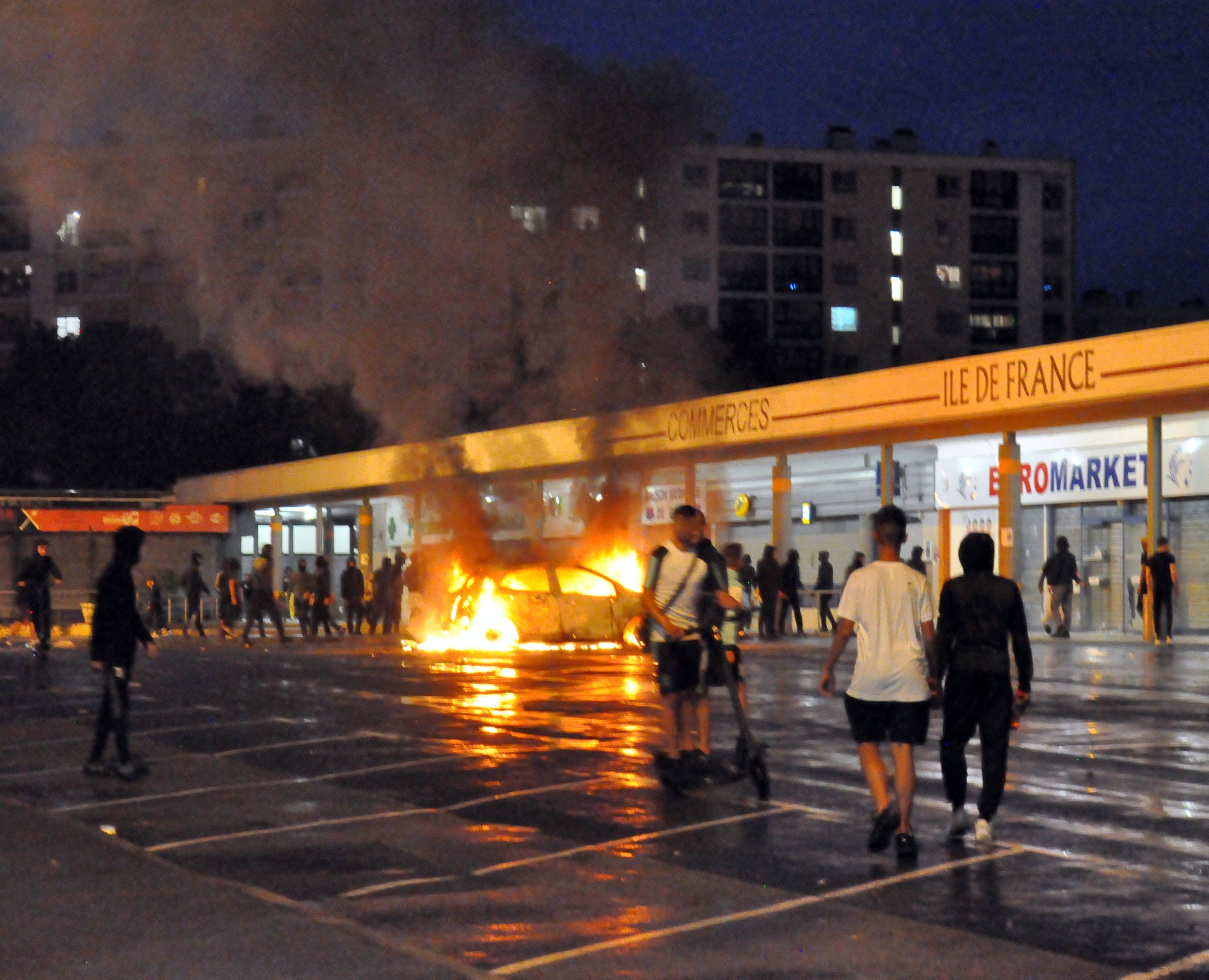

Os protestos pela morte de Nahel Merzouk, são uma série de distúrbios civis em andamento na França que começaram em 27 de junho de 2023 após o assassinato de Nahel Merzouk . Em Nanterre, os moradores iniciaram um protesto em frente à sede da polícia em 27 de junho, que mais tarde se transformou em tumulto quando os manifestantes incendiaram carros, destruíram pontos de ônibus e dispararam fogos de artifício contra a polícia. Em Viry-Châtillon, ao sul de Paris, um grupo de jovens incendiou um ônibus (autocarro).
Em Mantes-la-Jolie, uma cidade 40 km a noroeste de Paris, a prefeitura foi incendiada após ser bombardeada na noite de 27 de junho, queimando até as 3h15 (CEST). Os confrontos continuaram durante a noite em toda a França, incluindo Toulouse e Lille. A agitação também foi relatada em Asnières, Colombes, Suresnes, Aubervilliers, Clichy-sous-Bois e Mantes-la-Jolie .
Em 29 de junho, mais de 150 pessoas foram presas, 24 policiais ficaram feridos e 40 carros foram incendiados Temendo uma agitação maior, Gérald Darmanin, Ministro do Interior da França, destacou 1.200 policiais e gendarmes dentro e ao redor de Paris, adicionando posteriormente mais 2.000. Em 29 de junho, Darmanin anunciou que o governo enviaria 40.000 oficiais para todo o país.

## Antecedentes

### Assassinato de Nahel Merzouk
Em 27 de junho de 2023, aproximadamente às 7h55 CEST, dois oficiais da Prefeitura de Polícia de Paris avistaram um Mercedes-AMG com placa polonesa em alta velocidade ao longo de uma faixa de ônibus no Boulevard Jacques-Germain-Soufflot em Hauts-de-Seine, Île-de-France indo em direção à estação ferroviária de Nanterre-Université . Os policiais pararam o motorista Nahel Merzouk que tentou fugir após alegadamente ter sido ameaçado com uma bala na cabeça por um dos policiais; um oficial atirou nele às 8h16. Um dos dois outros passageiros do veículo fugiu às 8h19. Merzouk foi declarado morto às 9h15.

### Agitação civil relacionada ao policiamento
Os motins franceses de 2005 foram uma reação à morte de dois adolescentes muçulmanos, eletrocutados enquanto se escondiam da polícia em uma subestação elétrica. O então primeiro-ministro Dominique de Villepin e seu ministro do Interior, Nicolas Sarkozy, sugeriram que os meninos eram ladrões, o que pouco ajudou a acalmar a situação. Jacques Chirac declarou estado de emergência, os protestos duraram três semanas e mais de 4.000 pessoas foram presas.
Em 2016, a morte de Adama Traoré gerou protestos. Sua irmã, Assa Traoré, tornou-se uma força motriz do movimento Black Lives Matter na França e sua campanha se tornou parte dos protestos de George Floyd na França.  Contudo, uma   perícia médica realizada logo após a morte não encontrou vestígios de maus-tratos no corpo de A. Traoré.  Mostrou problemas já existentes: doença inflamatória pulmonar, sarcoidose e hipertrofia  cardíaca.  O coração teria parado após o violento esforço feito para escapar da polícia. 

### Brutalidade policial na França
Os protestos dos coletes amarelos em 2018 e os supostos excessos violentos do  fr (uma brigada de motocicletas usada para conter saques e ações violentas à margem dos protestos contra a reforma da previdência )  levou a uma maior percepção pública da brutalidade policial. Em abril de 2023, mais de 260.000 pessoas assinaram uma petição malsucedida no site da Assembleia Nacional pedindo a dissolução da brigada. A opinião pública também ficou chocada em 2020 com o vídeo amplamente divulgado da violência policial perpetrada contra  fr, um produtor musical negro, por não usar máscara.

### Perfis raciais
O suposto uso de perfis raciais em paradas de trânsito e verificações de identidade é um problema recorrente. Em 2016, o Tribunal de Cassação condenou o estado francês a respeito de perfis raciais para verificações de identidade, determinando que a prática era discriminatória. Com base nisso, em outubro de 2020, um tribunal civil parisiense concedeu € 58.500 a 11 demandantes que processaram o estado francês por violência policial, verificações de identidade injustificadas e prisões indevidas.

### Lei de 2017 relativa a paragens de trânsito
A lei 435-1 foi aprovada em 2017 permitindo que os policiais atirem num veículo cujos condutores não obedeçam a uma  ordem de paragem, e  sejam susceptíveis de, na sua fuga, atentarem contra as suas vidas, a sua integridade física ou a de terceiros.  Essa lei resultou em treze mortes por recusa de paragem em 2022, seis a mais que no ano anterior.
A lei em causa fora aprovada na sequência do caso (de 2016) dos dois polícias gravemente queimados pelo lançamento de cocktails Molotov para o interior dos seus carros em Viry-Châtillon.  Até então, os policiais tinham de estar em situação de legítima defesa para poderem utilizar as suas armas.

## Protestos e tumultos

### França metropolitana
Os tumultos foram relatados na noite de 27 de junho, depois que os vídeos do assassinato de Merzouk em Nanterre começaram a circular. A agitação urbana concentrou-se em Nanterre, onde manifestantes lançaram projéteis contra a polícia, soltaram fogos de artifício e incendiaram carros, pontos de ônibus, lixeiras e uma escola de música. Incêndios também foram acesos perto dos trilhos do RER A . Este tumulto durou até a manhã em Nanterre e se espalhou para outras áreas em Île-de-France, mas também foi relatado em Colmar e Roubaix . No final do dia, havia pelo menos 20 policiais feridos, 10 viaturas danificadas e 31 presos. 2.000 policiais e gendarmes foram mobilizados para lidar com o surto de violência.
Em 28 de junho, tumultos foram relatados em Amiens, Dijon, Lyon, Lille, Saint-Étienne, Clermont-Ferrand e Estrasburgo . A mídia francesa relatou vários incidentes na região da Grande Paris. Houve relatos de fogos de artifício sendo direcionados à Prefeitura de Montreuil, localizada no extremo leste de Paris. A prisão de Fresnes também foi alvo de fogos de artifício. Em Toulouse, incêndios criminosos e confrontos entre 100 manifestantes e policiais no distrito de Reynerie resultaram em 13 prisões e 20 veículos queimados. Houve relatos de ataques a 27 delegacias de polícia nacional (incluindo 7 por incêndio criminoso), 4 quartéis da gendarmaria, 14 delegacias de polícia municipais (incluindo 10 por incêndio criminoso), 8 prefeituras, 6 escolas e 6 prédios públicos. Os confrontos e a queima de veículos continuaram em Nanterre; delegacias de polícia em Suresnes, Bois-Colombes e Gennevilliers, bem como delegacias municipais de Meudon, foram atacadas. Incêndios foram ateados em bibliotecas de mídia, uma máquina de construção em Clichy-sous-Bois, uma escola em Puteaux e um bonde em Clamart . Saques foram relatados em Colombes e prefeituras foram atacadas em Meudon e Châtenay-Malabry . No total, mais de 90 prédios públicos foram atacados. Em Paris, confrontos eclodiram nos 18º e 19º arrondissements, enquanto incêndios foram ateados no 15º arrondissement. Em todo o país, pelo menos 150 pessoas foram presas, 170 policiais ficaram feridos e 609 veículos e 109 edifícios foram danificados.
Em 29 de junho, mais de 6.200 pessoas participaram de uma marcha em apoio à família de Merzouk em Nanterre. À noite, as tensões explodiram e o BRI foi enviado ao local. Ônibus e bondes pararam de circular à noite para evitar danos, e várias comunas como Clamart, Compiègne e Savigny-le-Temple implementaram toque de recolher, com Savigny-le-Temple implementando um toque de recolher apenas para menores. Manifestantes em Marselha  jogaram fogos de artifício na polícia. Em Nanterre, manifestantes vandalizaram o Memorial aos Mártires da Deportação, que homenageia as vítimas do Holocausto em Vichy, na França . Um carro  colidiu com uma loja Lidl em Nantes, após o que foi vandalizada e saqueada. Também houve relatos de que a prefeitura de Clichy-sous-Bois foi incendiada por manifestantes. Houve 875 prisões em todo o país. Uma marcha de vigília foi realizada em Nanterre em memória de Merzouk.
Em 30 de junho, manifestantes em Marselha atacaram a maior biblioteca pública da cidade, a Bibliothèque l'Alcazar. O sistema de segurança da biblioteca impediu a entrada dos manifestantes. No entanto, o edifício teve janelas quebradas e alguns danos causados pelo fogo. O ministro do Interior, Gérald Darmanin, instruiu as prefeituras de todo o país a ordenar que todos os ônibus e bondes parem o serviço às 21h e a proibir a venda e o transporte de morteiros de fogos de artifício, latas de gasolina e outras substâncias perigosas. O presidente Emmanuel Macron cancelou uma viagem programada à Alemanha para tratar do assunto, depois de ser criticado por assistir a um show durante a crise em curso.
Na Guiana Francesa, tumultos e protestos eclodiram na capital, Caiena, a partir de 29 de junho, seguindo-se aos da França metropolitana. Os manifestantes incendiaram vários bairros da cidade, incluindo os distritos de Cité Brutus, Mango, Novaparc e Village Chinois. Um funcionário do governo de 54 anos foi morto por uma bala perdida enquanto estava na varanda de sua casa no distrito de Mont-Lucas, em Caiena. Policiais franceses baseados em Kourou usaram gás lacrimogêneo para dispersar uma multidão que incendiou um ônibus e atacou um supermercado no distrito de Soula, na comuna de Macouria. O prefeito da Guiana Francesa, Thierry Queffelec, condenou a violência e anunciou o fechamento antecipado do sistema de transporte público de Caiena em 30 de junho, bem como a proibição temporária da venda e transporte de gasolina à noite.
Em outras partes do Caribe francês, pequenas manifestações aconteceram em Guadalupe e Martinica . Manifestantes martinicanos incendiaram latas de lixo e carros em Fort-de-France, Le Carbet e Le Robert e jogaram objetos contra os bombeiros que responderam. Nenhuma violência foi relatada em Guadalupe.
Nos departamentos ultramarinos e na região de Reunião, manifestantes vandalizaram prédios e carros e, segundo relatos, jogaram objetos contra a polícia a partir de 28 de junho Mais de 70 incêndios foram iniciados em toda a ilha na noite de 1º de julho, uma queda em relação às noites anteriores. Incêndios provocados por manifestantes foram relatados na capital de Saint-Denis e nas comunas de La Plaine-des-Palmistes, Le Port, La Possession, Le Tampon, Saint-Benoît, Saint-Louis e Saint-Paul .

### Internacional
Os tumultos se espalharam para Bruxelas, capital da Bélgica, onde a agitação levou a dezenas de prisões e a Lausanne na Suíça.

## Reações
No mesmo discurso em que Macron denunciou as ações policiais, ele também pediu que os manifestantes fossem pacíficos. Macron pediu aos pais que exerçam influência sobre seus filhos. Ele criticou as mídias sociais que promovem vídeos do conflito urbano e reclamou da violência nos videogames que, segundo ele, "intoxicaram" alguns adolescentes. O Ministério do Interior pediu calma após o primeiro dia de agitação. O prefeito de Nanterre, Patrick Jarry, embora expressando "choque" com o vídeo, declarou em uma entrevista coletiva em 28 de junho que a prefeitura havia passado por "um dos piores dias de sua história", instando os cidadãos a "parar esta espiral destrutiva", e acrescentando que "queremos justiça para Merzouk; iremos obtê-la por meio de mobilização pacífica."
De acordo com a análise da BBC, as treze mortes relacionadas à recusa em submeter-se às paradas de trânsito no ano anterior, juntamente com os efeitos amplificadores das mídias sociais, fizeram da memória dos distúrbios de 2005 uma das principais razões pelas quais Macron e o establishment político francês reagiram rapidamente para acalmar os distúrbios. Durante sua presidência, já houvera violência urbana significativa durante os protestos dos coletes amarelos e dos protestos decorrentes das reformas do sistema de pensões francês .
O Escritório de Direitos Humanos das Nações Unidas emitiu uma declaração em 30 de junho instando a França a abordar seriamente as "questões profundamente enraizadas de racismo e discriminação racial" dentro de suas agências de aplicação da lei, e até 2 de julho, os EUA, a Turquia e vários europeus países, incluindo o Reino Unido e a Noruega, recomendaram cautela aos seus cidadãos na França e alertaram os turistas para ficarem longe das áreas afetadas pelos protestos.